# Creeper (Minecraft)

Uproszczony wygląd twarzy Creepera

Creeper – postać fikcyjna z gry komputerowej Minecraft. Jest to wrogie stworzenie, które można spotkać w świecie gry w dowolnym momencie i miejscu. Zamiast po prostu atakować gracza, zbliża się do niego (zwykle w ukryciu) i eksploduje, niszcząc każdy obiekt w okolicy i potencjalnie raniąc gracza, jeśli nie znajduje się poza zasięgiem jego rażenia.
Creepery zostały po raz pierwszy dodane do Minecrafta w aktualizacji z dnia 31 sierpnia 2009 roku, pierwotnie stworzenie miało rzekomo przedstawiać świnię. Creeper stał się jedną z najpopularniejszych postaci w grze i powszechnie rozpoznawaną ikoną Minecrafta. Postać stała się obiektem wielu parodii i memów w kulturze popularnej.

## Występowanie w grach
Creeper pojawił się początkowo w Minecrafcie jako zwykły wrogi mob, który cicho zbliża się do graczy i eksploduje. Postać pojawiła się później w spin-offach Minecrafta, takich jak Minecraft: Story Mode, Minecraft Dungeons, Minecraft Earth i Minecraft Legends.
Poza Minecraftem pojawił się również w takich grach jak: Torchlight II, Borderlands 2 czy Super Smash Bros., gdzie Creeper został przedstawiony jako kostium Mii Brawler.

## Wpływ
Creeper stał się szeroko rozpowszechnioną, powszechnie rozpoznawaną ikoną Minecrafta i jest często uważany za głównego antagonistę gry. Pikselowa twarz Creepera została wykorzystana w logo Minecrafta i znajduje się w literce „A”.
Kreatura pojawiła się w wielu zestawach klocków Lego z serii Lego Minecraft. Wizerunek Creepera został też wykorzystany jako motyw wielu produktów inspirowanych grą Minecraft.
W lipcu 2020 roku współpraca Mojang Studios i Kellogg's doprowadziła do wprowadzenia na rynek produktu „Minecraft Creeper Crunch”, oficjalnych płatków zbożowych marki Minecraft, z widocznym Creeperem na opakowaniu. Płatki są dostępne w sklepach w Stanach Zjednoczonych od sierpnia 2020 roku.

### W kulturze popularnej
Creeper był obiektem licznych odniesień i parodii w popkulturze. W 25 odcinku pt. „Luca$” animowanego serialu Simpsonowie, Moe Syslak pojawia się jako Creeper i eksploduje pod koniec odcinka.
19 sierpnia 2011 r. Jordan Maron (CaptainSparklez) wydał piosenkę „Revenge”, parodię piosenki Ushera pt. „DJ Got Us Fallin’ In Love”, przedstawiającą gracza Minecrafta szukającego zemsty na Creeperach za wielokrotne zabijanie go w grze. Piosenka zyskała na popularności jako mem internetowy w lipcu 2019 roku.